# Heteractis malu

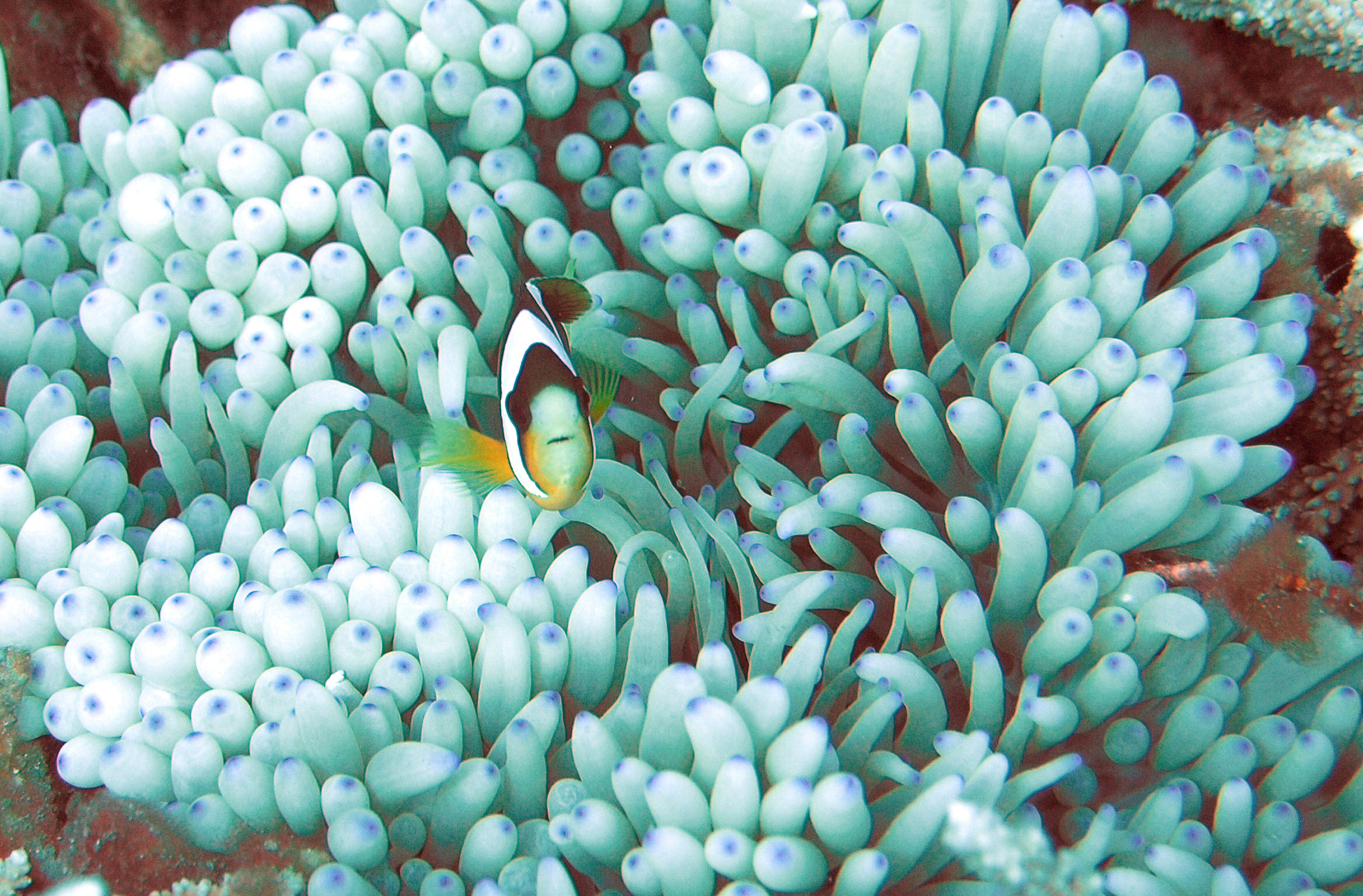
Amphiprion clarkii en H. malu

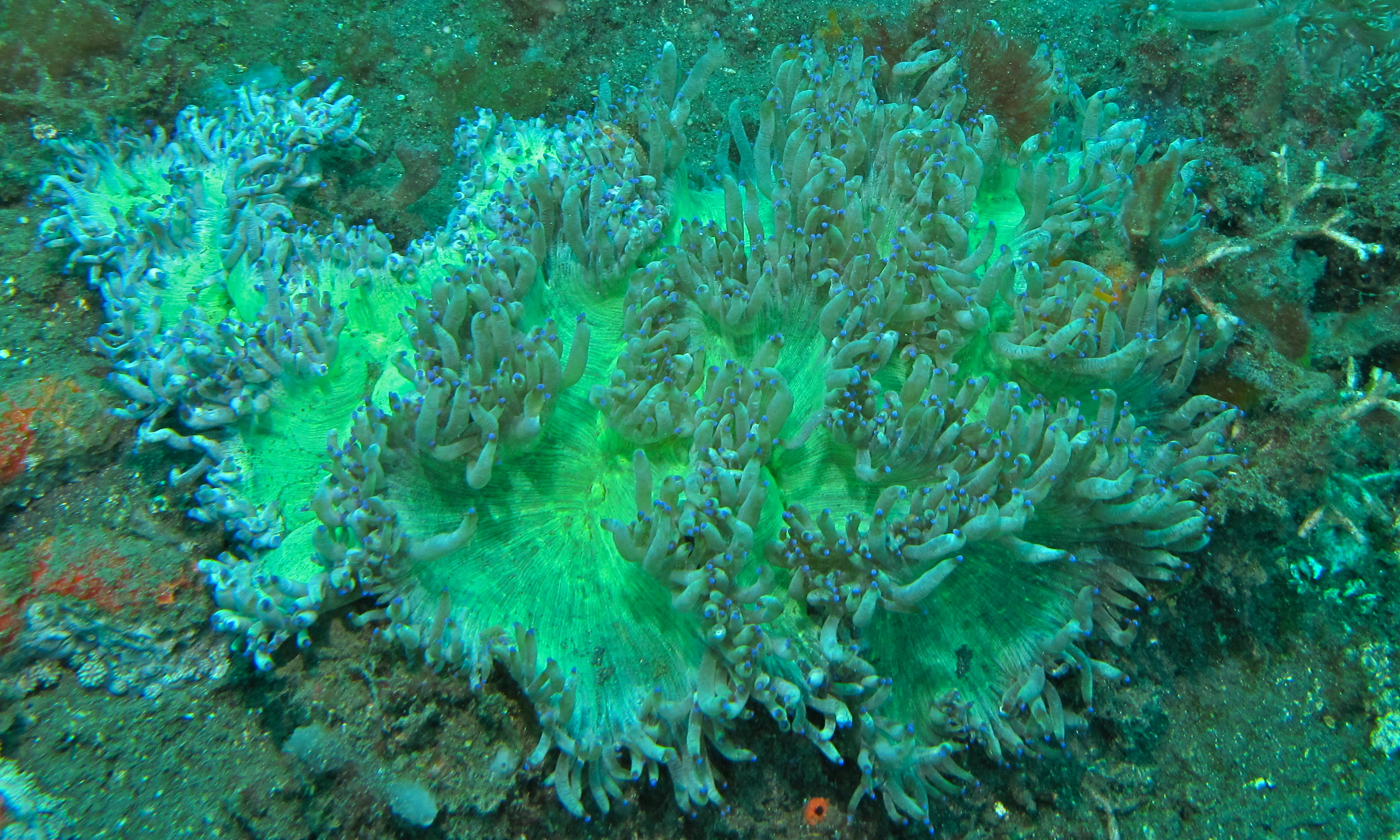
Heteractis malu, en Sulawesi, Indonesia

La anémona hawaiana (Heteractis malu) es una especie de anémona de mar de la familia Stichodactylidae. 
Es de las denominadas hospedantes, que mantienen una relación mutualista con otros animales, en su caso con peces payaso de la especie Amphiprion clarkii mayoritariamente, y también con la especie Amphiprion ocellaris, los cuales inhiben la liberación de las células urticantes que poseen sus tentáculos, estableciendo una relación de convivencia. De esta manera, los payasos se protegen de sus predadores entre los tentáculos urticantes de la anémona, y esta se beneficia de la limpieza de su disco oral y tentáculos, como consecuencia de los continuos movimientos de los peces. 
Su nombre común en inglés es Delicate sea anemone , o anémona marina delicada.

## Morfología
Su cuerpo es cílindrico. Su extremo basal es un disco plano que funciona como pie, el disco pedal, y su extremo apical es el disco oral, el cual tiene la boca en el centro, y alrededor tentáculos compuestos de cnidocitos, células urticantes provistas de neurotoxinas paralizantes en respuesta al contacto. La anémona utiliza este mecanismo para evadir enemigos o permitirle ingerir presas más fácilmente hacia la cavidad gastrovascular. 
Es la especie más pequeña del género, no sobrepasando los 20 cm de diámetro basal. Sus tentáculos son cortos, de unos 4 cm. 
Sus colores pueden ser blanco, amarillo, rosa, marrón, verde o magenta. Las puntas de los tentáculos tienen diferentes colores: azul, púrpura o blanco.

## Hábitat y distribución
Suelen habitar en las lagunas de arrecife, en suelos arenosos o de grava. Entre 1 y 50 m de profundidad.
Se las encuentra en aguas tropicales y subtropicales del océano Indo-Pacífico, desde Indonesia, Vietnam, Filipinas, Japón, Australia, Nueva Guinea, hasta las islas Midway del Pacífico central. Siendo especialmente abundante en Hawái.

## Alimentación
Las anémonas contienen algas simbióticas llamadas zooxantelas. Las algas realizan la fotosíntesis produciendo oxígeno y azúcares, que son aprovechados por las anémonas, y se alimentan de los catabolitos de la anémona (especialmente fósforo y nitrógeno). No obstante, las anémonas se alimentan tanto de los productos que generan estas algas (entre un 75 y un 90 %), como de las presas de zooplancton o peces, que capturan con sus tentáculos.

## Reproducción
Las anémonas se reproducen tanto asexualmente, por división, en la que el animal se divide por la mitad de su boca formando dos clones; o utilizando glándulas sexuales, encontrando un ejemplar del sexo opuesto. En este caso, se genera una larva plánula ciliada que caerá al fondo marino y desarrollará un disco pedal para convertirse en el pólipo que generará una nueva anémona.

## Mantenimiento
De todas las especies del género, es de las más difíciles de mantener en cautividad. Soporta especialmente mal las altas temperaturas. Necesita un fondo arenoso de unos 10 cm, porque en ocasiones se entierra.
Como la anémona puede moverse en busca de emplazamiento idóneo, si se mantiene junto a corales o peces pequeños, hay que vigilar para que no los dañe o coma. En cambio, no es conveniente su mantenimiento con otras especies de anémonas, nudibranquios, estrellas de mar o peces ángel, porque pueden comérsela.